# Monstrul din Chicago
Monstrul din Chicago este un film de groază din 1997 regizat de Peter Hyams. Rolurile principale sunt interpretate de actorii Penelope Ann Miller, Tom Sizemore, Linda Hunt și James Whitmore.

## Distribuție
- Penelope Ann Miller – Dr. Margo Green
- Tom Sizemore – Lt. Vincent D'Agosta
- Linda Hunt – Dr. Ann Cuthbert
- James Whitmore – Dr. Albert Frock
- Clayton Rohner – Sgt. Hollingsworth
- Chi Muoi Lo – Dr. Greg Lee
- Thomas Ryan – Tom Parkinson
- Robert Lesser – Mayor Robert Owen
- Diane Robin – Mrs. Owen, Mayor Owen's wife
- Lewis Van Bergen – Dr. John Whitney
- Francis X. McCarthy – George Blaisedale
- Constance Towers – Carrie Blaisedale
- Audra Lindley – Dr. Zwiezic
- John Kapelos – McNally, Chicago Police officer
- Tico Wells – Bailey, Chicago Police officer
- Mike Bacarellas – Bradley, Chicago Police K-9 officer
- Gene Davis – Martini
- John DiSanti – Wootton
- David Proval – Johnson
- Jophery Brown – Frederick Ford
- Lyn Alicia Henderson – Perri Masai
- Don Harvey – Spota